# Ruda Tarnowska
Ruda Tarnowska (prononciation : [ˈruda tarˈnɔfska]) est un village polonais de la gmina de Wilga dans le powiat de Garwolin de la voïvodie de Mazovie dans le centre-est de la Pologne.
Il se situe à environ 16 km au sud-ouest de Garwolin (siège du powiat) et à 57 km au sud-est de Varsovie (capitale de la Pologne).
Le village possède une population de 215 habitants en 2006.

## Histoire
De 1975 à 1998, le village appartenait administrativement à la voïvodie de Siedlce.